# 花と竜

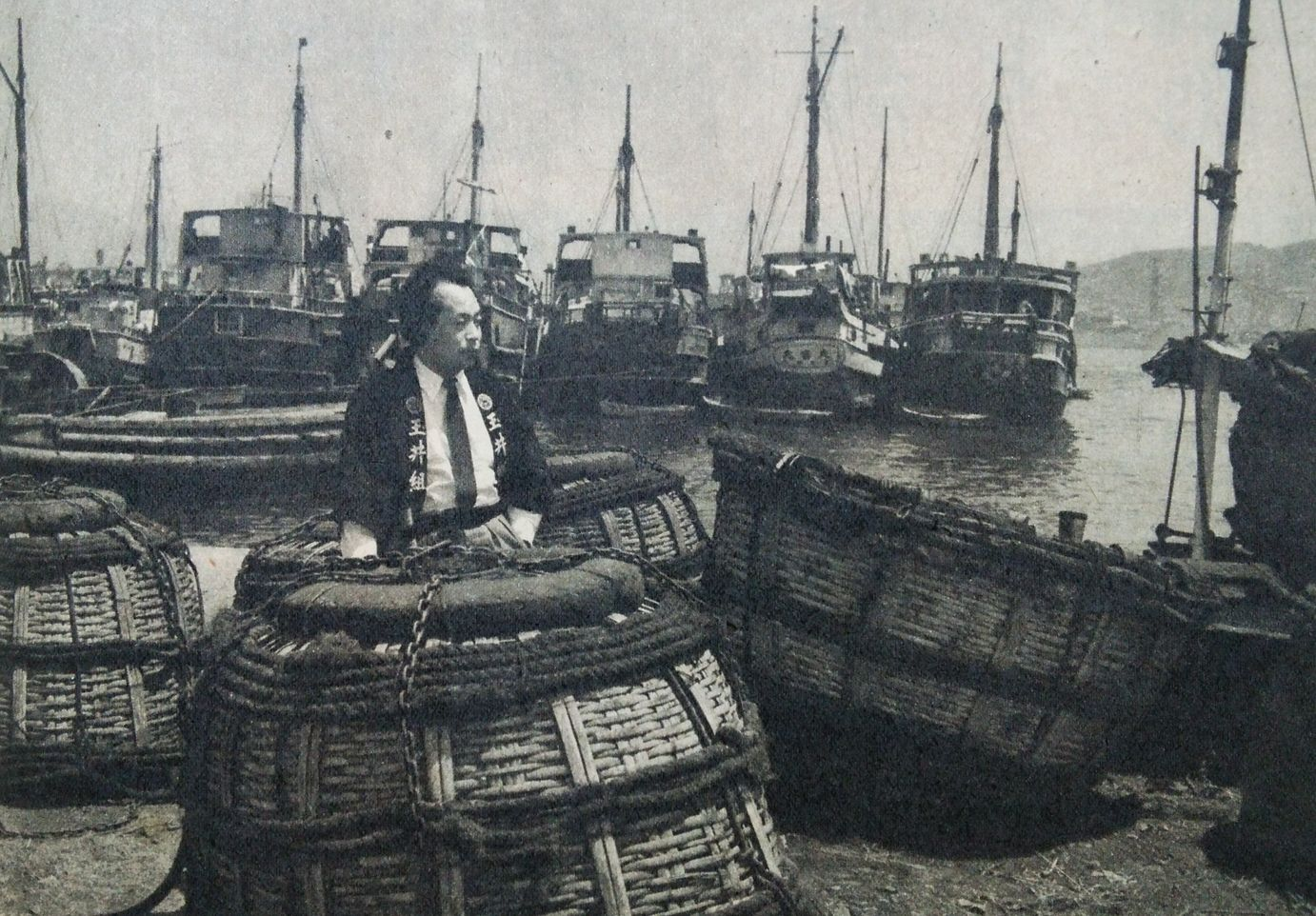
舞台となった若松港に立つ火野葦平（1953年）

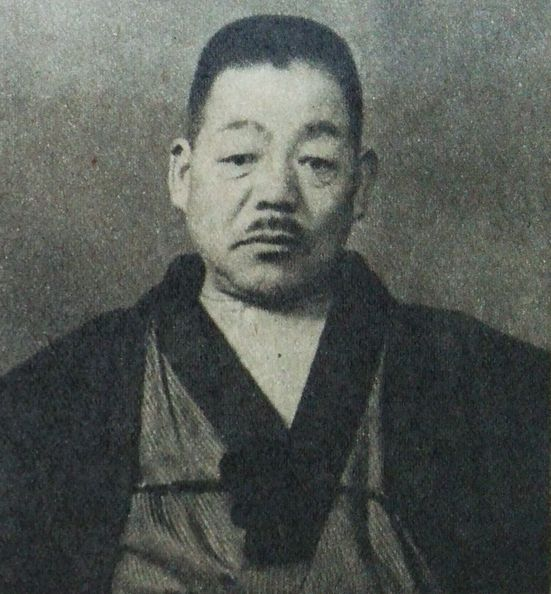
主人公である火野の父、玉井金五郎（1936年頃）

『花と竜』（はなとりゅう）は、1952年（昭和27年）4月から1953年（昭和28年）5月まで『読売新聞』に連載された火野葦平の長編小説である。

## 内容
明治中期から太平洋戦争後の北九州を舞台に、著者の父である玉井金五郎（若松の仲士・玉井組組長）と妻のマンの夫婦が、裏切りやすれ違いを経験しながら家族の歴史を積み重ねていく大河小説である。ほとんど実名であり、「ごんぞ」（沖仲仕）の生活向上のために小頭聯合組合を結成しようと運動して、吉田磯吉の四天王と呼ばれた岡部亭蔵の一派に狙われ三十数か所の刃傷をうけたのも、どてら婆さんなる女侠客の乾児から襲撃され危篤となったのも事実である。
タイトルの「竜」は、金五郎が青年の客気で五体に入れた刺青であり、男としての虚栄心と詰まらない意地が、人生に拭えない影を落とすという自戒の徴である。周囲の誤解や無理解に挫けず、ひたむきに信念を貫く金五郎とそれを支えつづけるマンは、戦後に全てを失った日本において、裏切りや屈辱の境遇にあっても人としての品位を守ろうとする、玉井自身の理想を「花」としたものである。やや通俗的であるが、米国の占領から独立する日本への火野の願いを物語っている。

## 映像化
連載終了直後の1954年に藤田進主演で『花と龍 第一部 洞海湾の乱斗』と『花と龍 第二部 愛憎流転』の2部作として、東映で最初の映画化がされている。その後、1962年に日活で、1965年・1966年に東映で、1973年に松竹で映画化された。また、1963年・1970年にNET（現・テレビ朝日）で、1964年に日本テレビで、1992年にTBSでドラマ化されている。
なお、上述の1973年版では田宮二郎が栗田の銀五役で出演しているが、奇しくも田宮の自殺情報がマスコミに入ったのは日本テレビ（関東ローカル）でこの1973年版（第一部）を放送している最中であった。そして、日本テレビでもこの1973年版の放送中にニュース速報で田宮の自殺を報じることとなった。

### 映画

#### 1954年
1954年3月3日に『第一部 洞海湾の乱斗』、同年3月24日に『第二部 愛憎流転』が公開された。製作は東映。

##### キャスト
第一部・第二部
- 玉井金五郎：藤田進
- 般若の五郎：山本礼三郎
- 谷口（玉井）マン：山根寿子
- お京、お葉：島崎雪子
- 大庭春吉：松本克平
- 友田喜造：佐々木孝丸
- 吉田磯吉：滝沢修

第一部
- 森新之助：山形勲
- 谷口林助：深水吉衛
- 谷口チエ：千石規子
- 清七：曾根通彦
- おその：日野明子
- 田中光徳：立松晃
- 平尾角助：山野辺閃
- 江崎満吉：沢彰謙
- 永田杢次：明石潮
- 浜尾組助八：牧野狂介
- 愛妾おツタ：玉藻刈子
- 君香：星美智子

第二部
- 井上安五郎：神田隆
- 原田雪林：永田靖
- 玉井勝則：波島進
- 辻木要之介：船山汎
- 藤本親分：河村弘二
- 栗山銀伍：沢田清
- 中山：高木二朗
- 辻木：石島房太郎
- 辻木婦人：津路清子
- 唐獅子十郎：伊藤雄之助

##### スタッフ
- 監督：佐伯清
- 企画：マキノ光雄、栄田清一郎、兼松廉吉
- 脚色：池田忠雄、橋本忍
- 音楽：團伊玖磨

#### 1962年
1962年12月26日に公開。製作は日活。配給収入は3億6040万円。

##### キャスト
- 玉井金五郎：石原裕次郎
- マン：浅丘ルリ子
- お京：岩崎加根子
- 君香：白木マリ
- 大庭春吉：大坂志郎
- 胡蝶屋豆奴：桂小金治
- 森新之助：葉山良二
- 吉田磯吉：芦田伸介
- 友田善造：垂水悟郎
- ノロ甚：高品格
- 平尾角助：井上昭文
- 江崎満吉：富田仲次郎
- 島村ギン：高橋トヨ
- 大川時次郎：近藤宏
- 品川信健：内藤武敏
- 山下組の助役：河上信夫
- 染奴：松本典子
- 〆蝶：天路圭子
- 案内役の厚司男：宮崎準
- 六ゾロの源：木島一郎
- 山下松次：河野弘
- 水田杢次：田中明夫
- 般若の五郎：江角英明
- 友田組助役：玉村駿太郎
- 山下組玄関番：花村典昌
- 久八：杉江弘(杉江廣太郎)
- チエ：鏑木はるな
- ジュン：葵真木子
- 芸妓：木室郁子
- 機関長：深水吉衛
- 島村組組員：宮原徳平
- コレラの吏員：衣笠真寿雄
- 吉田組組員：峰三平
- 松本重雄：八代康二
- 清七：榎木兵衛
- 新谷勝太郎：黒田剛
- 俊次：杉山元
- 浜尾組組員：村田寿男
- 浜尾組助役：山之辺潤一
- 谷口林助：里実(大門実)
- 吉田組組員：緑川宏
- 江崎組組員：澄川透
- 友田組助役：島村謙次
- 玉井組仲仕：千代田弘
- 赤ん坊を背負った仲仕：荒井岩衛
- 号外売：近江大介
- 賭場の客・平尾の仲間：伊豆見雄(伊豆見英輔)
- 車曳き：久松洪介
- 料亭の芸者：堺美紀子
- 玉井組の女：谷川玲子
- 飛鳥の少女：重盛輝江
- 大庭の妻：高山千草
- 料亭の女中：進千賀子
- 玉井組の女：北出桂子
- 玉井組仲仕：二階堂郁夫、瀬山孝司
- 城三次：水木京二(水木京一)
- 船員：柴田新三
- 浜尾組組員：戸波志朗
- 小伝馬船の男：三杉健
- 医者：久遠利三
- 吉田組組員：河瀬正敏
- 門司駅絵札掛：石丘伸吾
- ：村上和也
- 吉田組組員：露木護
- 大村組助役：高橋明
- 大村組仲仕：志方稔
- 玉井組仲仕：本目雅昭
- 江崎組組員：岩手征四郎
- 平尾の仲間：田畑善彦、水川国也
- 吉田組玄関番：晴海勇三
- 山下組の仲仕：高島史旭(竜崎勝)、佐久間健太郎
- 吉田組組員：加村裕之
- コレラ騒ぎの警官・平尾の仲間：井田武
- 玉井組仲仕：倉田栄三
- 平尾の仲間：赤司健介
- コレラ騒ぎの警官・平尾の仲間：立川博
- 山下組仲仕：市原久照(市原久)
- 玉井組仲仕：山岡正義
- 江崎組組員：式田賢一
- 玉井組仲仕：菅原義夫、堀崎二郎
- コレラ騒ぎの警官・平尾の仲間：川倉泰彦(矢藤昌宏)
- 玉井組仲仕：根本義幸
- 大村組の大柄の仲仕：百瀬博教
- 手打式指導：秋野傳三郎(箸家四代目)
- 振付：藤間勘紫郎、藤間紫翆
- 方言指導：志方稔
- 刺青：河野弘、大中豊、戸波志朗
- 技斗：峰三平

##### スタッフ
- 監督：舛田利雄
- 脚本：井手雅人
- 音楽：伊部晴美

#### 1965年・1966年
1965年11月20日公開。製作は東映京都撮影所。『花と龍』三度目の映画化。タイトルは『花と龍』。その後、1966年1月13日に続編として『続花と龍 洞海湾の決闘』が公開された。1965年版は2009年11月21日にDVDが発売された。
一作目『花と龍』は、主人公・玉井金五郎がマンと結婚し、独立して玉井組を作るまでを描き、続編『続花と龍 洞海湾の決闘』では、九州戸畑で玉井組のカンバンを上げた金五郎が若松港の荷役改善に乗り込み、白刃の中で男を上げるまでを描く。『続花と龍 洞海湾の決闘』は公開時の文献に"続"が記載にない『花と龍 洞海湾の決闘』と書かれたものがある。

##### キャスト
- 玉井金五郎：中村錦之助
- 谷口マン：佐久間良子
- 蝶々牡丹のお京：淡路恵子
- 森新之助：田村高廣
- 吉田磯吉：月形龍之介
- 島村ギン：日高澄子
- 君香：宮園純子
- 清七：神木真寿雄
- 友田喜造：佐藤慶
- 平尾角助：小松方正
- 六ゾロの源：中村錦司
- 城三次：遠山金次郎
- 新谷勝太郎：川路誠
- 大川時次郎：江木健二

第1作
- 金子甚兵衛：内田朝雄
- 中盆：相原昇
- 浜尾市造：天王寺虎之助
- 鯉千代：三島ゆり子
- 山下松次：沢村宗之助
- 安次：近江雄二郎
- 辰：加藤浩
- 政：大城泰
- ノロ甚：遠藤辰雄
- 蝮一：堀正夫
- 大庭春吉：香川良介
- 松本重雄：有川正治

第2作（続編）
- 品川信健：永井智雄
- 染奴：岩本多代
- 久造：小田部通麿
- 新治：大木晤郎
- 土方：小山田良樹

##### スタッフ
- 監督：山下耕作
- 脚本：田坂啓、中島貞夫（続）
- 音楽：三木稔

##### 製作
1965年に中村錦之助ら東映京都撮影所（以下、東映京都）の役者が30数人で労働組合を結成し会社と揉めた。委員長だった錦之助は責任を取り、また岡田茂東映京都所長が打ち出した任侠路線の転換により、時代劇映画が作られなくなった製作方針もあり、当時他社の人気スターが独立プロを興すブームもあって、岡田茂京都所長を介して、大川博東映社長に東映退社を告げた。五社協定が俄然強い時代で、アカ嫌いの大川は、役者が独立プロを作るからと勝手に辞めたらしめしが付かないと反対した。岡田は錦之助がまた東映に戻って来れるようにと四本だけ出演してくれと条件を錦之助に飲ませて大川社長を説得し、1966年8月末、錦之助を円満退社させた。四本のうちの二本が本作『花と龍』の二本。残りの二本は『沓掛時次郎 遊侠一匹』と『丹下左膳 飛燕居合斬り』。
岡田所長はオリジナル脚本のヤクザ映画では、鶴田浩二への対抗意識からヤクザものが嫌いな錦之助を説得できないと判断し、原作ものの『花と龍』の名を借りて錦之助に沖仲士の刺青をさせようと企画した。
撮影
一作目の『花と龍』は北九州市若松港などでロケが行われた。『続花と龍 洞海湾の決闘』は、東映京都撮影所のマンモス第11スタジオに洞海湾を望む波止場のセットが作られた。

##### 興行成績
任侠路線の大成功で意気上がる東映を叩こうと、日活は石原裕次郎主演で大ヒットした1962年版の続編を『続花と龍 洞海湾の決闘』にぶつけようと画策したが、裕次郎も錦之助同様、会社と契約で揉めており、製作されなかった。
錦之助は男気から組合の委員長を引き受けただけだったが、結局、他の役者に裏切られる形となり、さらに1965年は有馬稲子との離婚問題もあって踏んだり蹴ったり。岡田京都所長は1965年末に「わたしも組合騒ぎのときには、錦ちゃんと揉めましたけど、今はもう落ち着いています。親睦クラブになってからは何もやってないようです。10日ほど前に正月興行の『続花と龍』（『続花と龍 洞海湾の決闘』）の撮影が済み、本人は来年（1966年）こそ、張り切ると言ってました。幸い『花と龍』の成績（興行収入）もいいので来年に期待しています」と話していることから、岡田としては錦之助が東映に残ってくれるのではないかと期待していたのかも知れない。錦之助の東映退社は契約切れの1966年8月末。
　

##### 同時上映
一作目『流れ者仁義』
- 主演：高城丈二 / 監督：関川秀雄 / 脚本：村尾昭・山本英明・松本功

二作目
『昭和残侠伝 唐獅子牡丹』
- 主演：高倉健 / 監督：佐伯清 / 脚本：山本英明・松本功
  - 昭和残侠伝シリーズ第2作。

#### 1969年
「日本侠客伝シリーズ」として、1969年5月31日公開。製作は東映。タイトルは『日本侠客伝 花と龍』。配給収入は1億8000万円。

##### キャスト
- 玉井金五郎：高倉健
- マン：星由里子
- お京：藤純子
- 大田新之助：二谷英明
- 林助：山本麟一
- トミ：織田英子
- チエ：三島ゆり子
- タカ：山本緑
- キク：谷本小夜子
- ノロ甚：津川雅彦
- 由造：遠藤辰雄
- 根岸：相馬剛三
- 山尾市松：内田朝雄
- 田中光徳：河合絃司
- 永田秀次：上田吉二郎
- サク：南風夕子
- 松川源十：和崎俊哉
- 平尾角助：小松方正
- 俊次：小林稔侍
- 帳面方：北川功
- 大庭春吉：水島道太郎
- 伊崎仙吉：天津敏
- 浅野：小塚十紀雄
- 田辺：岡野耕作
- 工藤：打越正八
- 吉田機青：若山富三郎
- 島村ギン：高橋とよ
- その他：水上東子、久保一、北川恵一、植田灯孝、清水一郎、長谷川弘、安城由貴子、竹村清女、西智子、伊藤慶子、川村真樹、土山登士幸、高須準之助、伊達弘、亀山達也、世羅豊、山田甲一、木村修
- 以下ノンクレジット
- 子分：清水照夫、久地明、青木卓司
- 胴元：泉福之助
- 親分：美原亮

##### スタッフ
- 監督：マキノ雅弘
- 企画：俊藤浩滋、矢部恒
- 脚本：棚田吾郎
- 音楽：木下忠司
- 撮影：飯村雅彦
- 助監督：沢井信治
- 殺陣：日尾孝司

#### 1970年
「日本侠客伝シリーズ」の一本として、1970年12月3日公開。製作は東映。タイトルは『日本侠客伝 昇り龍』。同シリーズとしては『日本侠客伝 花と龍』の次作であり、玉井金五郎やお京のキャストも同じだが、ストーリーに繋がりはなく、それぞれ独立している。

##### キャスト
- 玉井金五郎：高倉健
- お京：藤純子
- マン：中村玉緒
- 吉田磯吉：片岡千恵蔵
- 島崎勇次：鶴田浩二
- 般若の五郎：伊吹吾郎
- 島村ギン：荒木道子
- 原田：遠藤辰雄
- 源十：小田部通麿
- 友田喜造：天津敏
- ノロ甚：島田秀雄
- ジュン：丸平峰子
- タネ：星野美恵子
- 大庭春吉：河合絃司
- 田中光徳：市川裕二
- 三崎国造：矢奈木邦二郎
- 岡野：鈴木金哉
- 倉光：大城泰
- 本庄：疋田泰盛
- 政吉：遠山金次郎
- 時次郎：木谷邦臣
- 清七：前川良三
- 三次：青木卓司
- 馬場兼吉：大前均
- 栗田銀五：諸角啓二郎
- おらく：東龍子
- その他：楠本健二、加賀邦男、中村錦司、唐沢民賢、廣田竜治、西田良、野口貴史、岡田千代、坂本美智子、浅松三紀子、江上正伍、小山田良樹、平沢彰、小田真士、熊谷武、宮城幸生、畑中伶一、那須伸太朗、森源太郎、若水淳、有島淳平、志茂山高也、村田玉郎、松田利夫、毛利清二、志賀勝

##### スタッフ
- 監督：山下耕作
- 企画：俊藤浩滋、日下部五朗
- 脚本：笠原和夫
- 音楽：斎藤一郎

#### 1973年
1973年3月17日公開。製作は松竹。タイトルは『花と龍 青雲篇 愛憎篇 怒濤篇』。

##### キャスト
- 玉井金五郎：渡哲也
- 玉井勝則：竹脇無我
- 玉井マン：香山美子
- 蝶々牡丹のお京、お葉：倍賞美津子
- 娼婦光子：太地喜和子
- 島村ギン：任田順好
- 友田喜造：佐藤慶
- 平尾角助：山本麟一
- 梶原中佐：南原宏治
- 大庭春吉：汐路章
- いろは楼の女将：白木万理
- 清野たま：沢村貞子
- ヨネ：菅井きん
- 原田タネ：石井富子
- 新谷勝太郎：武藤章生
- 馬場：千波丈太郎
- 高司清一：遠藤征慈
- 高森玄
- 栄盛組の代貸：秋山勝俊
- 警察署長：明石潮
- 加藤忠
- 吉原正皓
- 山下勝也
- 滝川吾郎
- 毛利清二
- 青木敏夫
- 山本公嗣
- 滝義郎
- 並木静夫
- 林邦明
- 二瓶鮫一
- 西優一
- 瀬畑佳代子
- 娼婦良子：荒砂ゆき
- 村上記代
- 光映子
- 水森久美子
- 坂田多恵子
- 日高百合子
- 秩父晴子
- 後藤泰子
- 谷よしの
- 戸川美子
- 水木涼子
- 北竜介
- 小田草之介
- 今井健太郎
- 小森英明
- 大船太郎
- 原靖司
- 松原直
- 江藤孝
- 大杉侃二朗
- 山本幸栄
- 岡本忠幸
- 中田耕二
- 川島照満
- 沖秀一
- 高畑喜三
- 明志五郎
- 颯和志
- 木村賢治
- 椿淳司
- 中川秀人
- 志馬琢哉
- 城戸卓
- 加島潤
- 園田健二
- 渡辺隆司
- 原田範彦
- 林延年
- 遠藤芳雄
- 田中正人
- 三岡洋一
- 佐光曠
- 大久保敏男
- 高杉和宏
- 高木信夫
- 土田桂司
- 土紀養児
- 六ゾロの源：谷村昌彦
- 永田杢次：笠智衆
- 大川時次郎：坂上二郎
- パナマ丸船長：伴淳三郎
- 唐獅子の五郎、十郎：石坂浩二
- 栗田銀五：田宮二郎

##### スタッフ
- 監督：加藤泰
- 脚本：加藤泰、三村晴彦、野村芳太郎
- 音楽：鏑木創
- 主題歌：美空ひばり

### テレビドラマ

#### 1959年
1959年11月17日から同年12月29日まで、フジテレビの『鶴田浩二文芸名作シリーズ』（火曜20:00 - 20:30）で放送。
キャスト
- 鶴田浩二
- 三条美紀
- 藤尾純
- 森健二

スタッフ
- 脚本：火野葦平

| フジテレビ 鶴田浩二文芸名作シリーズ | フジテレビ 鶴田浩二文芸名作シリーズ | フジテレビ 鶴田浩二文芸名作シリーズ |
| 前番組                              | 番組名                              | 次番組                              |
| ----------------------------------- | ----------------------------------- | ----------------------------------- |
| 昨日と明日の間                      | 花と竜 （1959年版）                 | 華やかな饗宴                        |

#### 1963年
1963年12月1日、NET系の『日本映画名作ドラマ』で放送。

##### キャスト
- 玉井金五郎：辰巳柳太郎
- 島田正吾
- 月丘夢路
- 高倉典江
- 野村清一郎
- 清水彰
- 大山克巳
- 宮本曠次朗

##### スタッフ
- 脚本：中江良夫、村越一二

| NET系 日本映画名作ドラマ | NET系 日本映画名作ドラマ | NET系 日本映画名作ドラマ |
| 前番組                   | 番組名                   | 次番組                   |
| ------------------------ | ------------------------ | ------------------------ |
| 昨日と今の間             | 花と竜 （1963年版）      | 張込み                   |

#### 1964年
『村田英雄の花と龍』。1964年10月25日から1965年1月17日まで日本テレビ系で放送。全13回。放送時間は日曜21:30 - 22:00で、7年続いた『ダイヤル110番』の次番組として開始。
主題歌は村田の持ち歌としてよく聞かれた。

##### キャスト
- 玉井金五郎：村田英雄
- 久邇京子
- 明智十三郎
- 青山京子
- 玉川良一
- 佐伯徹
- 藤田進

##### スタッフ
- 脚本：新井豊
- 演出：野崎元晴
- 主題歌：村田英雄「花と竜」作詞：二階堂伸（＝村田英雄） 作曲：北くすお（＝村田英雄）

| 日本テレビ系 日曜21時台後半枠              | 日本テレビ系 日曜21時台後半枠 | 日本テレビ系 日曜21時台後半枠 |
| 前番組                                     | 番組名                        | 次番組                        |
| ------------------------------------------ | ----------------------------- | ----------------------------- |
| ダイヤル110番 ↓ 1964年東京オリンピック中継 | 村田英雄の花と龍              | エド・サリヴァン・ショー      |

#### 1970年
1970年3月19日から5月14日までNET系の『ナショナルゴールデン劇場』で放送。全9回。1962年公開の映画版を監督の舛田利雄がリメイクした作品である。

##### キャスト
- 玉井金五郎：渡哲也
- 倍賞美津子
- 野川由美子
- 辰巳柳太郎
- 沖雅也
- 藤竜也
- 梶芽衣子
- 深江章喜
- 舛田利雄
- 伊藤るり子
- 高品格
- 鮎川浩
- 青木義朗
- 谷村昌彦
- 水島道太郎
- 武藤章生
- 富田仲次郎
- 久遠利三
- 内田良平

##### スタッフ
- 原作：火野葦平
- 脚本・演出：舛田利雄
- 音楽：冨田勲

| NET（現：テレビ朝日）系 ナショナルゴールデン劇場 | NET（現：テレビ朝日）系 ナショナルゴールデン劇場 | NET（現：テレビ朝日）系 ナショナルゴールデン劇場 |
| 前番組                                           | 番組名                                           | 次番組                                           |
| ------------------------------------------------ | ------------------------------------------------ | ------------------------------------------------ |
| 亭主の好きな柿8年 女房太閤記                     | 花と竜                                           | 二人の妻を持つ男                                 |

#### 1992年
1992年1月4日、TBS系で放送。放送時間は21:00 - 23:48（JST）。

##### キャスト
- 玉井金五郎：髙嶋政宏
- 古手川祐子
- 黒木瞳
- 小西博之
- 樹木希林

##### スタッフ
- 脚本：鎌田敏夫
- 演出：久野浩平
- プロデューサー：北崎たか子